# 众泰汽车
众泰汽车股份有限公司（深交所：000980，英文：Zotye Automobile Co., Ltd.，简称：众泰汽车），是中国深圳证券交易所的一家上市公司，主营业务为汽车整车、汽车零部件等。公司前身是1998年成立的黄山金马股份有限公司，2000年5月19日在深圳证券交易所挂牌上市，A股简称为“金马股份”。2017年，金马股份以116亿元收购永康众泰汽车有限公司全部股权，并于6月7日将公司名称变更为“安徽众泰汽车股份有限公司”（简称“众泰股份”）。2017年11月21日，公司名称变更为众泰汽车股份有限公司。
2016年，公司实现营业收入16.94亿元，实现净利润8678.44万元。2017年，公司实现营业收入208.04亿元，同比增长1128.48%；实现净利润11.36亿元，同比增长1209.32%。
2020年12月，众泰汽车发布公告称，母公司铁牛集团由于严重资不抵债、无继续经营能力，被法院裁定终止重整程序，现已宣告破产。同时介绍称，众泰汽车公司与铁牛集团在资产、业务、财务等方面保持独立，公司主要业务处于停产状态，不会对公司日常经营造成重大影响。铁牛集团破产的后续处置可能会影响公司的实际控制权。
2023年3月，公司住所由安徽省黄山市歙县经济开发区变更为浙江省金华市永康市经济开发区北湖路1号。

## 困境
2017年6月，众泰汽车成功借壳金马股份登陆A股，股价最高达14.89元。但随后，股价不断下跌，截至2018年10月累计跌去7成，市值缩水超200亿元。
2018年11月14日，众泰汽车宣布，计划2020年开始在美国销售中国产SUV。
2019年，众泰汽车实现营收32.03亿元，同比下降78.03%；归属上市公司股东的净利润-92.94亿元，同比下降1261.96%。2020年2月，全月销量为零。2020年4月，众泰汽车股份有限公司董事长金浙勇被限制高消费。

## 争议
众泰SR9外型酷似保時捷Macan，被網民揶揄為山寨版的保時捷，予它「保時泰」的稱號。